# غرب رد راک
غرب رد راک (انگلیسی: Red Rock West) فیلمی آمریکایی در سبک نئو نوآر است به کارگردانی جان دال که در سال ۱۹۹۳ منتشر شد. از بازیگران آن می‌توان به نیکلاس کیج، دنیس هاپر، لارا فلین بویل و جی تی والش اشاره کرد.

## موضوع فیلم
هنگامی که کوشش «مایکل» (نیکلاس کیج) برای یافتن کار در ایالت وایومینگ به جایی نمی‌رسد، تنها و بی‌پول به شهر کوچک «رد راک» می‌رود. در آن جا گردانندهٔ یک کافه (جی تی والش) او را با آدم‌کشی حرفه‌ای به نام «لایل» اشتباه می‌گیرد و به او پنج هزار دلار برای کشتن همسرش (سوزان» (لارا فلین بویل) پیشنهاد می‌کند…